# Ignacy Daszyński
Ignacy Ewaryst Daszyński (1866-1936) fue un político y periodista polaco, primer ministro de su país durante el gobierno instalado en Lublin, entre el 6 y el 14 de noviembre de 1918. Él fue uno de los fundadores del Partido Social Democrático de Polonia (en polaco, PPSD), más tarde transformado en el Partido Socialista Polaco. Durante el golpe de 1926 Daszyński apoyó a Józef Piłsudski. Sin embargo, posteriormente se unió a la oposición.